# Stenotabanus quinquestriatus
Stenotabanus quinquestriatus är en tvåvingeart som beskrevs av Krober 1929. Stenotabanus quinquestriatus ingår i släktet Stenotabanus och familjen bromsar. Inga underarter finns listade i Catalogue of Life.